# Tabeirós – Terra de Montes
Tabeirós – Terra de Montes egy comarca (járás) Spanyolország Galicia autonóm közösségében, Pontevedra tartományban. Székhelye A Estrada. Népessége 2005-ös adatok szerint 32 519 fő volt.

## Települések
A székhely neve félkövérrel szerepel.
- Cerdedo
- A Estrada
- Forcarei